# 田中雅功
田中 雅功（たなか がく、2002年1月24日 - ）は、日本の歌手、俳優である。東京都出身。スターダストプロモーション所属。EBiDAN、さくらしめじのメンバーである。
東京都出身。みずがめ座。スターダストプロモーション制作1部所属。

## 略歴
2014年、同じくEBiDANのメンバーである	髙田彪我とフォークデュオ「ガク&ヒョウガ」（後に「さくらしめじ」に改名）を結成、音楽活動を開始。
2015年3月、「さくらしめじ」としてインディーズデビュー。

## 人物
趣味は映画鑑賞、将棋（9歳～）と歴史（戦国時代）。特技はギター（10歳～）、バスケットボール（6歳～）。
好きなものはバンド、バスケットボール、散歩、餃子、うどん。嫌いなものはキャベツの芯と気持ち悪い感じの虫。
さくらしめじでは歌とギターを担当。
憧れの人物はクリープハイプの尾崎世界観。最も尊敬する人物という。最初に知った曲は、同バンドの「社会の窓」。この曲の影響で歌やギターを始めた。
新木場のSTUDIO COAST(2022年1月閉館)で初めて生唄を聞いたため、同じ会場でライブができることが嬉しい、といったエピソードなどをたびたび語っている。
さくらしめじでは、さいたまスーパーアリーナでワンマンライブを行うことを目標にしているが、個人的な目標にロックフェスをあげている。
他人との距離感が近い、と相方の彪我やマネージャー、ファンからも認識されており、「距離感おばけ」とも言われていたがTikTokのプロフィールに自ら採用した。
英語が苦手であり、高校3年生のテストでは、あと３点で赤点となるところであった。（2019年7月12日のLINELIVE『菌曜すてーしょん！ドッ菌ツアー直前SP』より）
英語について、過去最高得点は、中学最初の中間テストの92点だったと語っている。

基本的には夜型人間であり、インドア。2020年の緊急事態宣言下の自粛期間中もカーテンを締め切って生活していたことから、「息子さん、寮生活？」と母親が近所の住人から尋ねられたことがあった。

## 出演

### テレビドラマ
- 家族ノカタチ 第7話・第10話（2016年、TBS系） - 川澄匠 役[6]
- FAKE MOTION-卓球の王将-（2020年4月9日 - 5月28日、日本テレビ系） - 山田 役[1]

### バラエティ番組
- 痛快TV スカッとジャパン（2020年6月22日、フジテレビ系） - 本田真一 役

### 舞台
- FAKE MOTION 2021 SS LIVE SHOW（2021年3月25日 - 26日、東京ガーデンシアター） - 山田 役
- 三島由紀夫レター教室（2025年10月8日・9日〈予定〉、紀伊國屋ホール） - 炎タケル 役[7]

### ラジオ
- リアルをぶつけろ!ハッシュタグZ（ABCラジオ）
  - 2020年12月26日、2021年1月9日ゲスト出演
  - 2021年2月6日からレギュラー出演

### インターネット
- ザ・ロブスターズ（2014年10月18日、Hulu） - 俊 役
- AbemaTVオリジナルドラマ進出記念作品「＃声だけ天使」（2018年1月15日、AbemaTV）- 準レギュラー ガク役
- オーディオドラマ 色のない世界で、君と（2021年11月22日 - 2022年1月17日、全9話、Spotify） - 北川大輝 役[8]